# Gran Mezquita de Divriği

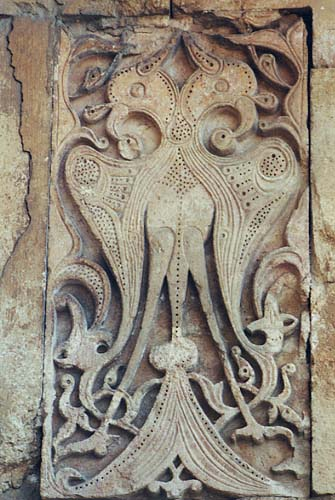
Detalle de la decoración de los muros de la mezquita: un ave bicéfala

La Gran Mezquita Divrigi en Divriği en la provincia de Sivas (Turquía), fue construida en 1299. El arquitecto fue Hürremchah de Ahlat, y quien comenzó su construcción fue Ahmet Shah, entonces el beylik de Mengücek. Las inscripciones en los muros son alabanzas al sultán selyúcida de Rüm Kaikubad I. 
Por la magnificencia de la arquitectura de los edificios, la mezquita se encuentra en la lista Patrimonio de la Humanidad de la Unesco desde 1985, junto con el hospital de Divriği, construido por el Sultán Melek Turan, hijo del rey de Mengücek Erzincan Fahreddin Behram Shah. En particular, las formas geométricas y florales de la puerta atraen mucho la atención de su decoración. 